# Pavlica (ime)
Pavlica je žensko osebno ime.

## Izvor imena
Ime Pavlica je različica imena Pavla.

## Pogostost imena
Po podatkih Statističnega urada Republike Slovenije je bilo na dan 31. decembra 2007 v Sloveniji število ženskih oseb z imenom Pavlica: 16.

## Osebni praznik
V koledarju je ime Pavlica skupaj z imenom Pavla; god praznuje 26. januarja ali 10. avgusta.